# Heptadecaan
Heptadecaan is een verzadigde organische verbinding met als brutoformule C17H36. De stof komt voor als een kleurloze vloeistof of als witte vaste stof, die door hydrofobe eigenschappen onoplosbaar is in water. Het is wel goed oplosbaar in de meeste organische oplosmiddelen, zoals benzeen, di-ethylether, ethanol, aceton en tolueen. De verbinding kent 24.894 structuurisomeren. Het meest compacte isomeer is tetra-tert-butylmethaan. Dit is echter een theoretische verbinding, omdat de sterische hindering te groot is om langdurig te bestaan.
Heptadecaan reageert met oxiderende verbindingen.